# تركيبة شعبية

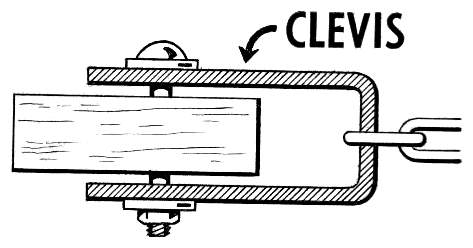
تركيبة شعبية ذات مقرن ومسمار

مقرن ومسمار مثبتان في مكانهما بواسطة مشظة

التركيبة الشُعبية أو الشوكة المفصلية هو نظام تثبيت مكون من قطعتين يتكون من مِقْرن ومسمار. المِقْرَن أو المثقوبة (Clevis) هي قطعة على شكل حرف U بها ثقوب في نهاية التفرّعَين ليدخل بها مسمار. يشبه مسمار التركيبة (Clevis pin) الشعبية المحزقة، ولكنه إما ملولب جزئيًا أو غير مرتبط بفتحة متقاطعة للمشظة.

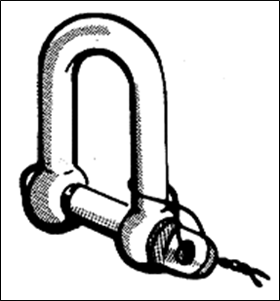